# Stillwater (rivière de Nouvelle-Zélande)
Pour les articles homonymes, voir Stillwater.
La rivière  Stillwater  (anglais : Stillwater River) est une rivière de l’Île du Sud de la Nouvelle-Zélande, s’écoulant dans « Caswell Sound », dans les Fiordland dans le district de Southland dans la région Southland.